# Conquista del Peñón de Vélez de la Gomera
La conquista del peñón de Vélez de la Gomera por la Monarquía Hispánica tuvo lugar en 1564. Sucedió a una expedición fallida el año anterior, y tuvo como resultado el asentamiento español definitivo en el peñón como plaza fuerte, que ha continuado hasta la actualidad.

## Trasfondo
España conquistó el peñón por primera vez en 1509, cuando las tropas de Fernando el Católico al mando de Pedro Navarro, antiguo pupilo del Gran Capitán, se hicieron con él. Las fuerzas moras trataron de reconquistarlo en varias ocasiones, consiguiéndolo en 1522 de manos del gobernador Juan de Villalobos y estableciendo el estado musulmán de Badis, base de piratería berberisca y corso otomano. Los intentos españoles de retomarlo se sucedieron en 1522 y 1563, estorbados por la implicación de España en las Guerras de Italia contra Francia, aliada otomana.
En 1563, el mismo año del fracaso de la expedición de Sancho Martínez de Leiva (no confundir con su hijo homónimo), el rey Felipe II ordenó la repetición de la empresa. En ella volverían a participar Leiva y Álvaro de Bazán, que se había distinguido en la primera a pesar de sus planes tácticos no fueron escuchados. Tropas aliadas, pontificias, maltesas y toscanas acompañaron la expedición, formada en cuanto a soldados por 6000 miembros del Tercio de Nápoles, 2000 lansquenetes alemanes y 1200 italianos. Parecía un contingente excesivo para tomar una plaza tan pequeña, pero Felipe no deseaba correr riesgos esta vez.
Tras reunirse en Málaga, al mando de García de Toledo Osorio, y partió el 29 de agosto, juntándose con refuerzos portugueses por el camino.

## Batalla
El 31 de agosto tocaron tierra y procedieron a atacar las cercanas Torres de Alcalá, que tomaron y fortificaron. Con base en ellas, se organizó una fuerza terrestre al mando de Leiva que se dirigió hacia el peñón. Debido a lo fragoso del terreno, se vieron obligados a llevar piezas de artillería a hombros, pero consiguieron llegar hasta su objetivo y emplazar piezas en lo alto del Cantil y el Baba. El corsario y caíd Kara mustafá (no confundir con el posterior Kara Mustafá) había avituallado la fortaleza antes de la llegada de los cristianos y dejado a su cargo al renegado español Ferret, y ahora intentaba recabar refuerzos del sultán wattásida de Fez, confiando en la solidez de los muros para aguantar hasta que llegase. Los españoles debatieron sobre la mejor forma de tomar la fortaleza, que parecía inexpugnable, mientras resistían correrías de locales moros contra su campamento y bombardeaban incesantemente la posición.
La reflexión fue innecesaria, ya que, ante la tardanza de los refuerzos musulmanes, y viendo que sería imposible resistir, Ferret optó por abandonar la fortaleza, haciéndolo con nocturnidad y en pocos grupos para no ser detectados y atacados. Quedaron 27 turcos que se negaron a seguirle, de los cuales el capitán, renegado albanés, se entregó a Juan Andrea Doria y contó la situación a los cristianos. Doria obtuvo la rendición de los que quedaban en la fortaleza y ésta fue ocupada por los expedicionarios poco después, haciéndose con toda la artillería y víveres que los moros habían dejado tras de sí y poniendo fin al asedio tras seis días de lucha. Despedidas las flotas de Portugal y Malta, García de Toledo dejó 1600 hombres como guarnición mientras se reparaba la fortaleza y se dispuso a zarpar de vuelta a Málaga con todas las demás fuerzas. En medio de los preparativos llegaron los refuerzos de Fez, que debieron ser atacados y puestos en fuga.

## Posterioridad
El peñón se sumó a las ya existentes plazas españolas en África, y Toledo fue ascendido a virrey de Sicilia por la facilidad de la empresa. Vélez de la Gomera sería atacado en varias ocasiones, entre las que destacaron las ofensivas de Muley Amet con 10.000 hombres en 1680 y por Muley Sidam con 14.000 en 1701, pero todos fueron repelidos y derrotados.
El sultán Solimán, ante la indignación en el mundo musulmán por la toma del peñón, creció en sus intenciones de lanzar un ataque potente contra las posiciones cristianas en el Mediterráneo oeste. Tras deliberar entre apuntar a Sicilia o a Malta, se decidió por esta última, desembocando en el Gran Sitio de Malta del año siguiente, donde García de Toledo y Álvaro de Sande asistieron a la Orden de Malta para vencer a los turcos.